# 三浦静香
三浦 静香（みうら しずか、3月7日? - 2010年1月31日）は、日本の人形作家、ミュージシャン、作詞家、ギタリストである。ロック・バンド「静香」の創設者またフロントマンであった。夫は三浦真樹（裸のラリーズ）。

## 概要・来歴
東京都出身。人形作家・天野可淡の影響と指導のもと、人形制作の道に入る。ゴシック調の球体関節人形を制作し、日本で知られるようになった。
1992年頃、自分の詩を音楽化することを目的として音楽活動を始める。当初は会場を借りて一人で演奏披露していた。それを経て、東京のサイケデリック・アンダーグラウンド・シーンのミュージシャンらと自身の名を冠したバンド「静香」を結成し、スタジオ・アルバム1枚、ライブ・アルバム3枚、ビデオ・アルバム2枚をリリースしている。国内で複数のライブを開催。また国内外では、アメリカで2回のツアー、スコットランドのフェスティバルに出演した。
2010年1月31日に死去。死因は自殺によるものであった。同年4月25日にトリビュートとして2008年12月30日に東京のライブハウスShowBoatで収録された静香のラストライブを収めたDVD-ビデオアルバムがPSFレコードからリリースされた。